# جاكوب باركر
جاكوب باركر (بالإنجليزية: Jacob Barker)‏ هو مؤرخ ومحامي ومصرفي وشخصية أعمال وسياسي أمريكي، ولد في 1779 في الولايات المتحدة، وتوفي في 1871 في فيلادلفيا في الولايات المتحدة. حزبياً، نشط في الحزب الجمهوري الديمقراطي. وقد انتخب عضو مجلس ولاية نيويورك.